# Karl Meißner (Politiker, 1920)
Karl Meißner (* 29. Juni 1920 in München; † Mai 1996 in Unterhaching) war ein deutscher Politiker (WAV, Der Deutsche Block).

## Leben und Beruf
Meißner, Sohn eines Handschuhmachers, besuchte das humanistische Gymnasium in München und schloss es mit der mittleren Reife ab. Nach Ableistung des Reichsarbeitsdienstes absolvierte er eine kaufmännische Lehre. Er arbeitete beim WBK in München und war bei der Betriebskrankenkasse des Reiches angestellt. 1940 wurde er zur Wehrmacht eingezogen und nahm als Soldat am Zweiten Weltkrieg teil. Im Russlandfeldzug zog er sich eine Verletzung zu, weswegen er 1943 aus dem Militärdienst entlassen wurde. Seine zivile Laufbahn setzte er als Abteilungsleiter einer Krankenkasse in München fort.

## Politik
1946 trat Meißner in die Wirtschaftliche Aufbau-Vereinigung (WAV) ein, für die er im selben Jahr in den Bayerischen Landtag gewählt wurde. Von ihm ging die Initiative zur Amtsenthebung des WAV-Vorsitzenden Alfred Loritz als Bayerischer Staatsminister für Entnazifizierung aus. Zusammen mit weiteren WAV-Mitgliedern verließ Meißner die Partei und gründete im Oktober 1947 den Deutschen Block, dessen erster Vorsitzender er wurde. Dem Landtag gehörte er bis zum Ende der Wahlperiode 1950 an, ab September 1948 als fraktionsloser Abgeordneter.